# Clàudia Pina
Clàudia Pina Medina, född den 12 augusti 2001 i Montcada i Reixac, är en spansk (katalansk) fotbollsspelare. Hon har sedan 2018 varit del av FC Barcelona Femení och spelar sedan 2021 i det spanska damlandslaget i fotboll. Hennes roll på plan är ofta som offensiv mittfältare eller avslutare.

## Karriär
Pina föddes och växte upp i Montcada i Reixac, strax norr om Barcelona i Katalonien. Hon inledde sin juniorkarriär inom futsal, innan hon 2011 upptäcktes av talangscouter från Espanyol och därefter lockades att bli del av klubbens ungdomssatsning.

### Klubbfotboll
2013 flyttade Pina över till den större klubben FC Barcelona, där hon under sitt andra år genom 100 (!) mål på 20 matcher starkt bidrog till att FC Barcelona vann titeln i ungdomsligan. Den tekniskt begåvade unga spelaren avancerade snabbt genom klubbens olika ungdomslag, och ett mål mot Espanyol 2017 – efter att hon dribblat sig förbi fyra spelare – fick stor uppmärksamhet.
2016 gjorde Pina sin första match för klubbens B-lag på seniornivå, och två år senare debuterade hon i A-laget. Vid en ålder av 16 år och 5 månader blev hon den yngsta spelaren i något seniorlag för klubben FC Barcelona. Det rekordet har senare slagits av Vicky López, som var 16 år och en dryg månad gammal när hon 2022 debuterade i A-laget.

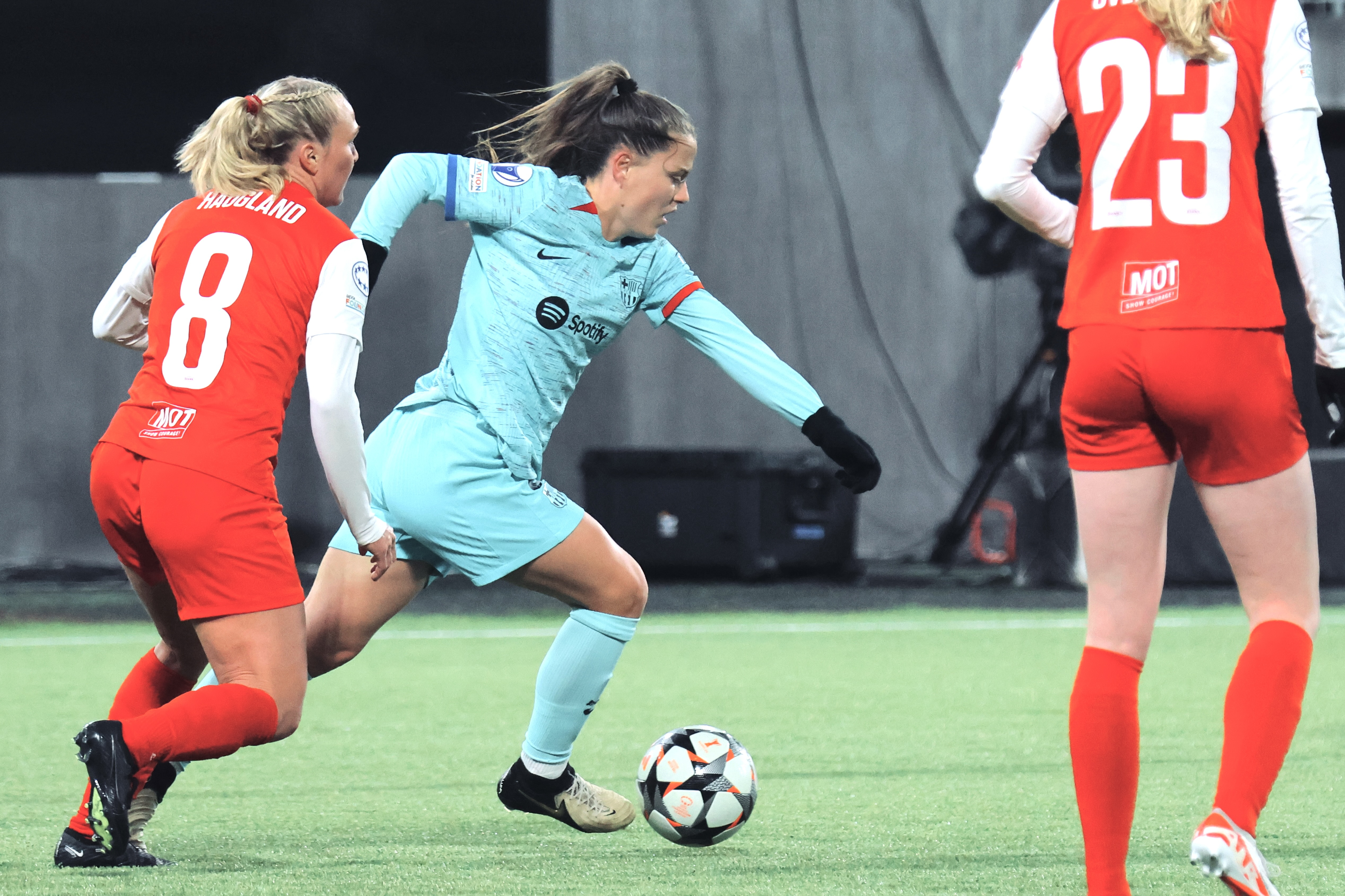
Pina under en match mot norska Brann, 2024.

Sommaren 2020 lånades Pina ut för en säsong till Sevilla. Även lagkamraten Carla Armengol deltog i det utlånandet för året.
I februari 2023 förlängde Pina sitt kontrakt med FC Barcelona, fram till juni 2026. Under senare år har Pina fortsatt vara en pålitlig målskytt för klubben, med mellan 10 och 15 mål per säsong. I Women's Champion's League har hon uppmärksammats för flera avgörande mål, inklusive två mot Wolfsburg i den andra kvartsfinalen 2025.

### Landslaget
Clàudia Pina debuterade i Spaniens U-16-landslag som 14-åring. I september 2016 gjorde hon sin debut för U-17-landslaget i samband med en Uefa-turnering i tjeckiska Příbram och där hon under sin första match gjorde hattrick. Senare under hösten spelade hon och gjorde mål med U-17-landslaget i U-17-VM.
Under 2017 gjorde Pina 16 mål med U-17-landslaget. Det var det mesta under året för någon spelare i ett landslag organiserat via Uefa.
2021 gjorde Pina debut i det spanska seniorlandslaget, i en vänskapsmatch mot Danmark. 2022–2023 stod Pina utanför landslaget genom sitt deltagande i en 15 spelare stark bojkott mot landslaget på grund av missnöje med landslagschefen Jorge Vilda. Det innebar även att hon inte deltog i Spaniens landslag när det 2023 vann VM i Australien/Nya Zeeland.
2025 deltog Pina i det spanska landslag som avancerade till final i EM i Schweiz. Under turneringen gjorde Pina mål mot Belgien och Schweiz.